# HIV/AIDS 예방
HIV 감염의 예방이란 인체 면역 결핍 바이러스(HIV)의 확산을 방지하는 것을 목적으로 하는 행위를 일컫는다. HIV 감염 예방은 개인 수준에서 스스로의 건강과 그들이 속해있는 공동체의 건강을 지키는 것 또는 정부와 지역사회 중심기관의 공중보건정책의 시행으로 이루어진다.

## 예방 방법

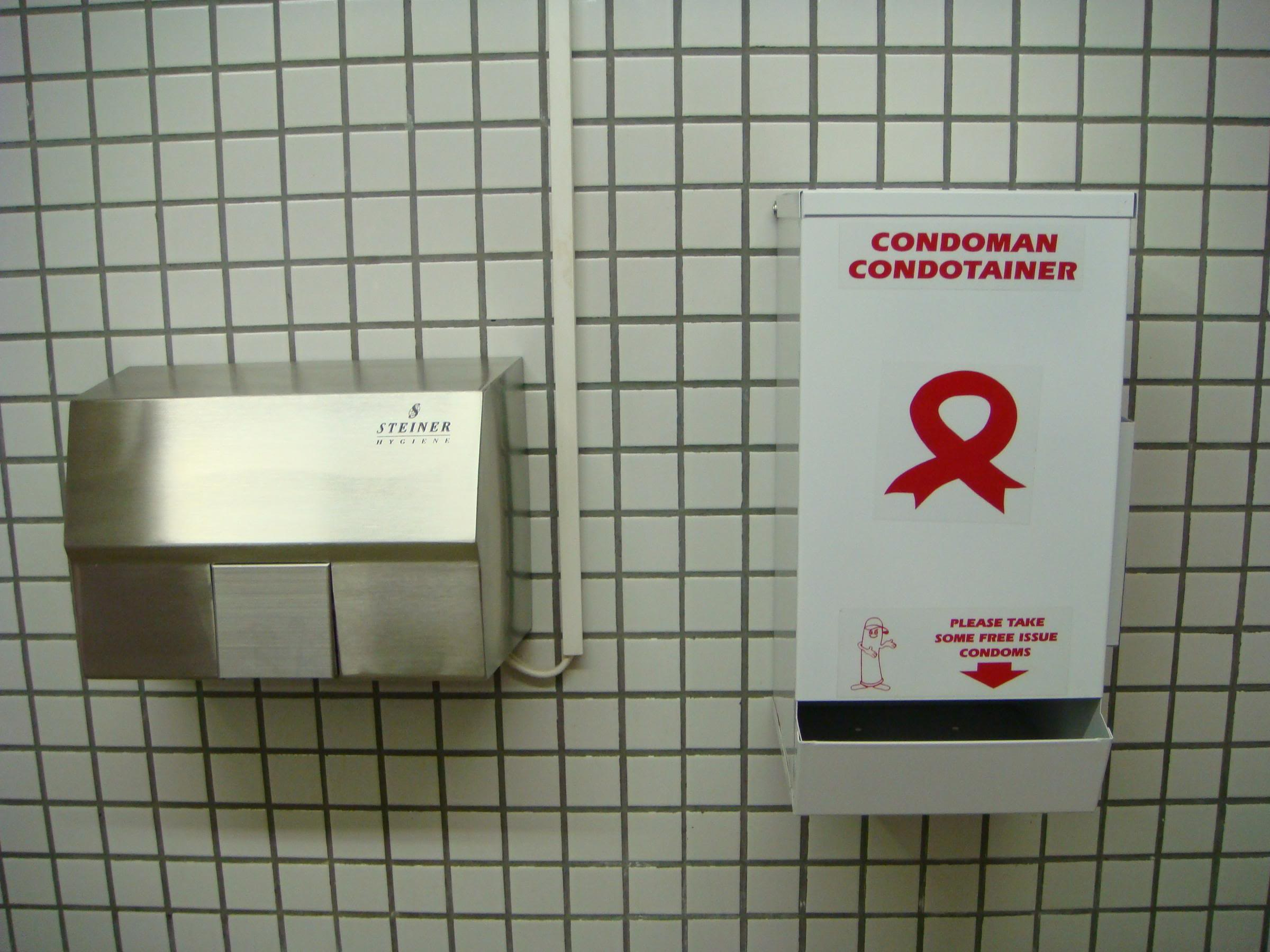
AIDS 예방 - 화장실에 비치된 콘돔 디스펜서 (4612444296)

HIV 감염을 예방하기 위한 접근법은 다음과 같다:
- 성행위 시 콘돔[1][2]의 사용 혹은 덴탈댐(dental dams)[3]을 이용한 차단 피임법
- 항레트로바이러스제나 항레트로바이러스요법 (ART)
- 노출전 예방요법
- 노출후 예방요법
- 남성의 자발적인 환상절제술(포경수술) (환상절제술과 HIV 참조)[4][5]
- 성 매개 질병에 대한 살균제
- 최소잔여형 주사기(영어판)의 사용

콘돔의 올바른, 지속적인 사용은 성관계시 HIV가 전파되는 것을 효과적으로 막을 수 있다고 증명된 한가지 방법이다. 고소득 국가에서는 임신한 여성에게 HIV 존재여부를 시험하는 PMTC (Prevention of Mother to Child Transmission Programs), 항레트로바이러스 치료, 모유수유 상담 그리고 안전한 산후조리(감염위험이 따르는 절차 피하기)를 실시하여 MTCT(엄마에서 자식으로 전염)를 1% 아래로 감소시켰다.
치료로 예방(TasP: Treatment as prevention) 또한 매우 효율적이다. 혈청이 다른 커플(한 명이 HIV 양성이고, 한명은 HIV 음성인 커플)에서 HIV양성 파트너가 치료를 받고 있는 상태라면, HIV음성인 파트너에게 전염될 확률이 두드러지게 낮아진다. 만약에 HIV-양성 가능성인 사람이 측정불가능한 바이러스 적재량을 보유하고 있다고 하더라도, 섹스 파트너에게 HIV 전염이 될 위험은 없다고 현재 밝혀져있다.
HIV 감염확률이 올라가는 것은, 다른 질병 감염과 상호연관이 되어있다. (특히, 다른 성적으로 전염되는 감염병에 대해서) 의학전문가들은 헤르페스, A형 간염, B형 간염, C형 간염, 인간 유두종 바이러스, 매독, 임질, 결핵과 같은 다른 감염을 예방하거나 치료하는 것을 추천한다. 이는 HIV 전파를 막을 수 있는 간접적인 방법이기 때문이다. 의사들은 이러한 상태를 약 그리고/혹은 백신으로 치료한다. 그럼에도 불구하고, 전인구적 차원에서 다른 성적-전염성 질병을 치료하는 것이 HIV예방에 효과적인지 뚜렷하게 밝혀진 바는 없다.

### 피해 최소화 그리고 사회적 전략
피해 최소화는 다음과 같이 정의되어있다: ' 의약품 사용, 의약품 정책과 법에 관련되어 있는 부정적인 건강적, 사회적, 법적 결과를 최소화시키기 위한 정책, 프로그램, 실습이다'. 세계보건기구(WHO: The World Health Organization )는 약물을 주사하는 사람들 (PWID: people who inject drugs)과 약물을 사용하는 그들의 섹스파트너들에게 HIV를 예방시키기 위해 피해 최소화는 중요하다고 주장한다. 사회적 전략이 통하기 위해서는 어떠한 약물이나 대상이 효과적이어야 할 필요가 없고, 오히려 사람들이 자신들의 행동패턴을 수정하고 HIV로부터 보호받는 것이 더 중요하다. 몇 가지 사회적 전략은 다음과 같다:
- 바늘과 주사 프로그램(영어판)
- 관리되는 주사 시설(영어판)
- 성교육
- LGBT 성교육
- 세이프 섹스
- 시어로소팅 (en:Serosorting)
- 성적 금욕
- 이민 통제

이 전략들은 각각 효과, 사회적 용인도 그리고 의학/과학 커뮤니티에서의 용인도가 크게 다르다.
HIV 테스트를 하는 인구군은 HIV에 감염될 확률이 높은 행동들을 덜 하기 때문에, HIV 테스트는 사람들로 하여금 행동을 바꾸도록 장려하고 HIV감염확률을 낮추는 전략으로 항상 사용된다. 60개가 넘는 나라들은 HIV에 감염된 사람의 단기 혹은 장기적 체류를 제한하며 여행을 통제하는 방식을 가지고 있다.

### 광고와 캠페인
HIV/AIDS 감염 위험을 사람들에게 교육시키는 건강-광고 및 사회적 마케팅 캠페인은 설득적인 메시지를 전달할 수 있기 때문에 HIV를 예방하는 중요한 방법이다. 또한, 간단한 예방적 전략도 HIV 예방의 중요한 방법이다. 이러한 설득적인 메시지는 HIV에 관한 사람들의 지식수준을 끌어올리는 데 효과적으로 기여했다. 더욱 중요하게도, 건강광고와 사회적 마케팅으로 전파한 정보들은 향후 콘돔사용을 더 선호하도록 장려하는데에 효과적이었다. 하지만, 특정한 태도적 스킬을 노리는 사람들을 제외하고는 실제 행동변화는 뚜렷하게 가져오지 못하였다.
16개의 연구를 조직화한 2020 리뷰에서는, 경제적인 교육은 중/저소득 국가의 어린이들의 자기-효능감을 높여주었고 HIV에 대한 취약성을 낮춰주었다고 밝혔다. 리뷰에 포함된 많은 연구들은 경제적 교육과 성적인 건강 교육 그리고/혹은 상담을 엮어서 설명하였다.
또한, 사회적 권력이 낮은 사람에게는 비판적인 사고력을 지지하는 것과 이용가능한 자원이 무엇인지 알려주는 것이 매우 중요하지만, 권력이 많은 사람에게는 반드시 그렇지는 않다고 건강커뮤니케이션의 연구가 밝혀냈다.  아프리카계 미국인 청중은 감정조절, 약물조절 그리고 성적 행동 이전의 계획수립과 같은 건강행동을 취할 때 자신들을 효율적으로 통제할 수 있게끔 사용가능한 전략을 교육받아야 한다. 하지만, 이러한 교육과 전략은 유럽계 미국인들에게는 그만큼 중요하지는 않다.

### 성적인 접촉

#### 콘돔과 젤

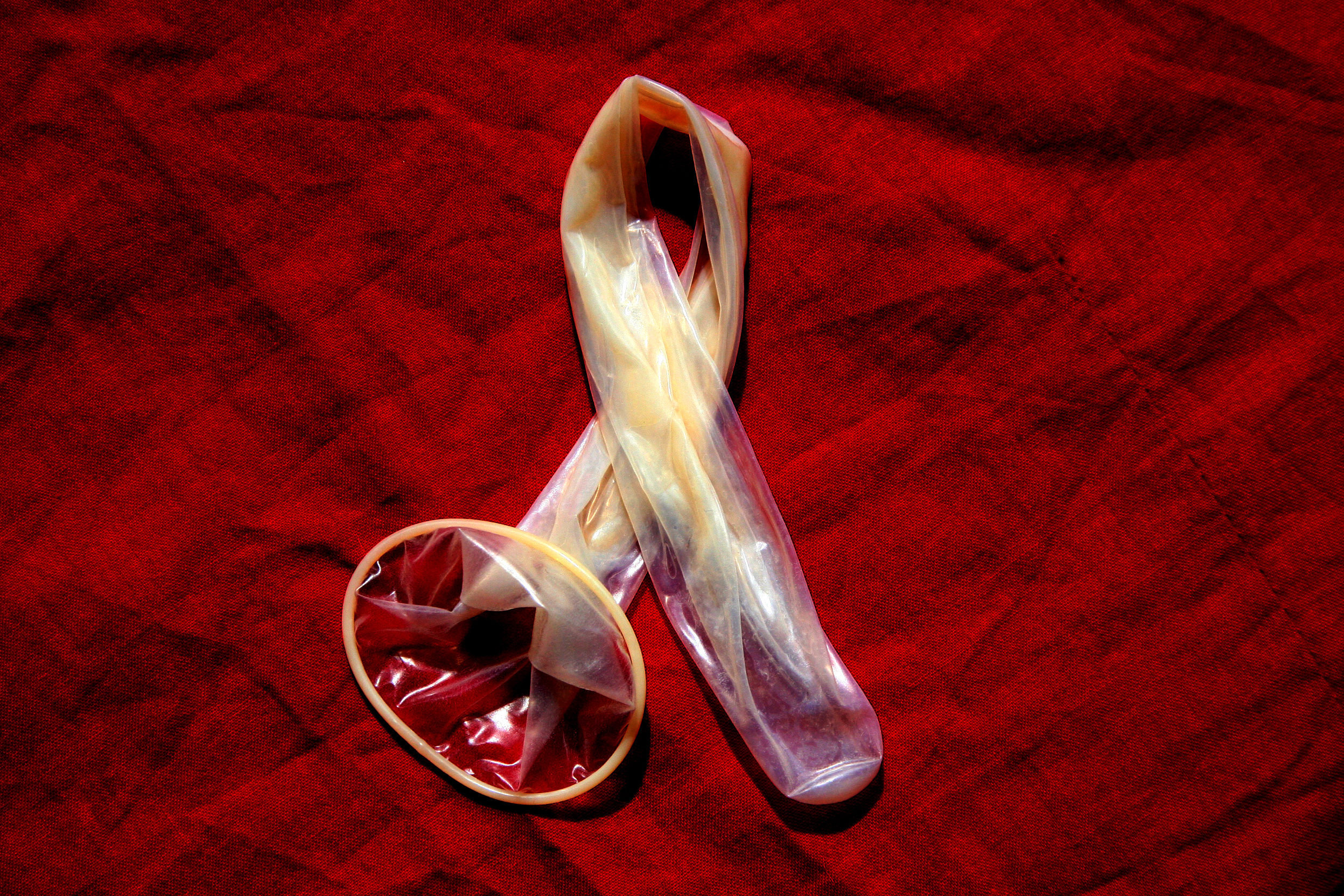
매 6초마다 누군가는 HIV에 감염된다.

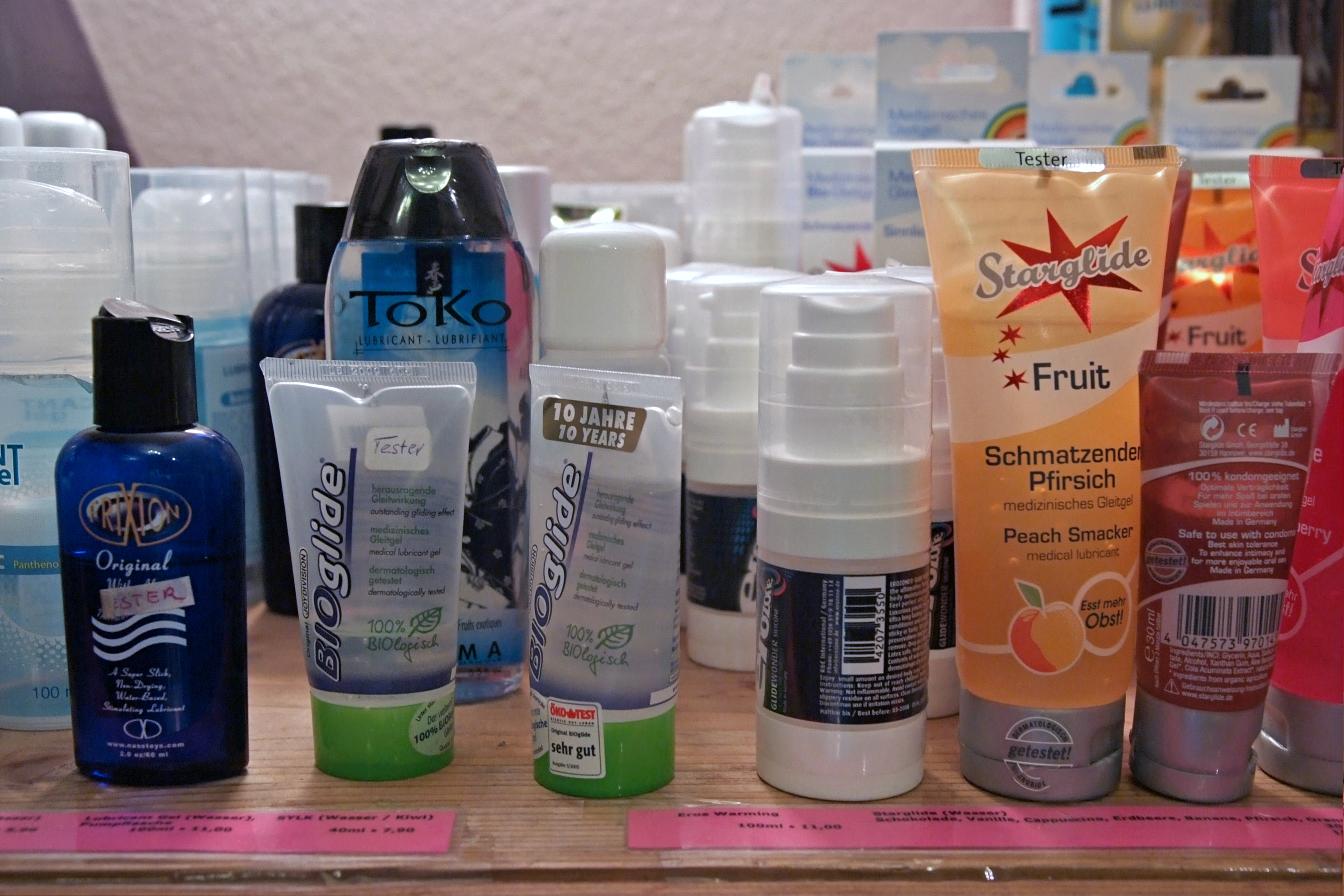
개개인의 다양한 윤활제들

지속적인 콘돔사용은 장기적인 관점에서 이성애자간 HIV 전염을 80% 정도를 감소시킨다. 커플 중 한명이 HIV 감염자일 경우, 지속적인 콘돔을 사용한다면 결과적으로 비감염자가 HIV가 감염될 확률은 년간 1%미만이 된다. 어떤 데이터는 여성형 콘돔(internal condoms)은  라텍스 콘돔과 등가로 효과적이라고 지지하지만, 증거가 결정적이지 못하다. 2019년 1월경, 콘돔은 세계적으로 교도소의 30%에서 이용할 수 있게 되었다.
살정제 노녹시놀-9 (spermicide nonoxynol-9)를 사용하면, 그것이 질과 직장을 격양되게 하여 전염확률이 높아질 수도 있다. 테노포비르라는 역전사효소 억제제를 포함한 질용 젤을 섹스 직후에 사용하면 감염률이 약 40% 감소한다고 아프리카 여성들을 상대로 연구되었다.

#### 남성의 자발적인 환상절제술(포경수술)

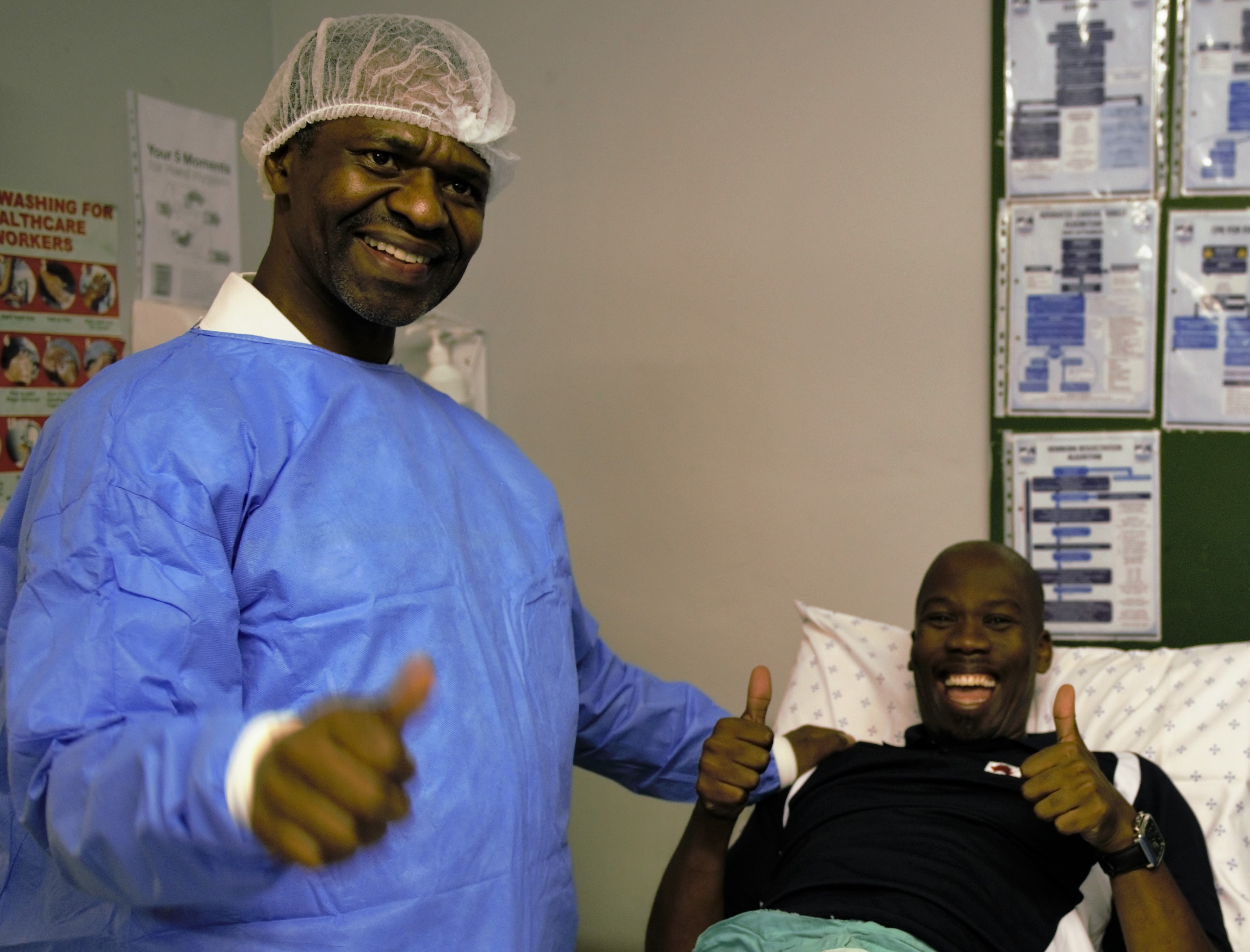
South Africa 1 millionth Voluntary Medical Male Circumcision (40944402290)

사하라남단의 아프리카(sub-Saharan Africa)에서 조사된 연구에 의하면, 이성애자 남성의 환상절제술은 HIV 감염확률을 2년간 38%에서 66%사이로 낮춘다고 밝혔다. 이러한 조사에 기반하여, 2007년에 세계보건기구(WHO)와 유엔 에이즈 합동 계획 (UNAIDS)는 모두 여성에서-남성으로의 HIV 전염을 예방하기 위해 환상절제술을 방안으로 추천하였다. 하지만, 그것이 남성에서-여성으로의 전염을 막아주는지는 논쟁의 여지가 있다. 또한, 선진국에서 효과가 있는지와 남성과 섹스를 하는 남성에게도 효과가 있는지는 확인되지 못했다. 남성과 섹스를 하는 남성의 경우에는, 삽입하는 파트너가 HIV감염 확률이 더 낮다는 증거가 존재한다. 어떤 전문가들은 환상절제술을 한 남성들이 취약성에 대한 인식이 낮아져서 결과적으로 더 위험한 섹스 행동을 할까봐 우려한다. 즉, 의도된 예방적 효과를 무효화시킬 수 있다고 걱정한다. 여성형 포피절제 (female genital cutting )를 한 여성은 되려 HIV 감염위험이 더 높아진다.
이 정보가 근거로 삼고 있는 아프리카 연구는 방법론적으로 결함이 있다며 많은 비판을 받아왔다. Svoboda와 Howe는 "공통분모 중에 가장 질이 낮다(lowest common denominator)"고 하며, 근거로 "선택 편향(selection bias), 무작위 편향(randomization bias), 실험자 편향(experimenter bias), 불충분한 맹검법(inadequate blinding), 참여자의 기대에 의한 편향(participant expectation bias), 플라시보 통제가 없음(lack of placebo control), 인도-시간 편향(lead time bias), 그리고 타임아웃 모순(time-out discrepancy)"을 들었다. 추가적으로, 위험감소를 60% 낮춰준다는 그림(figure)은 오해의 소지가 있기 때문에 인정받지 못 하였다. 그렇다면 확실한 수치는 오직 1.3%를 낮춘다는 그림(figure)뿐인데, "수많은 편향 원인에 의해 발생할 환경적인 방해"들을 고려하면 터무니없이 작고 무의미하게 작은 수치이다. 나아가, 그들은 산업화 국가들 중에서 미국은 가장 높은 비율로 환성절제술을 자행하면서도 가장 높은 HIV/STD 감염률을 보여준다고 주장하였다. 즉, 전자가 과연 후자를 예방해주는지에 대하여 큰 의혹을 제기한 것이다. 유행병학적인 요인들은 지역 간에 큰 차이가 존재한다: 아프리카에서는, 진료소들의 감염방지 실습이 매우 불충분한 상태이기 때문에 HIV는 흔하게 퍼지곤 한다. 반면에 미국에서는, 주요 감염경로는 의약품을 사용하는 사람들 간에 기구를 공유하거나 항문의 육체적 관계를 통한 것이다. George Hill에 의한 추가적인 비평이 있다: "우리들의 결과들은 아프리카인들의 CRF들이 처음부터 끝까지 방법론적으로 결함투성이었다는 것을 명백히 보여준다. 애초부터, 그 연구들은 아무것도 정확했던 것이 없었다. 비윤리적인 실험들이었다는 게 명확하다. 미국의 그 어떤 윤리 위원회에 의해서도 승인받지 못했을 만한 연구들이었다. "

#### 교육과 건강 증진
고소득 국가들에서는 성적 금욕을 장려하는 프로그램이 그에 따른 HIV 위험에 영향을 주지 못했다. 동료 간 교육(peer education)의 유익함에 대한 증거도 마찬가지로 부실하다. 학교에서 제공되는 종합적인 성교육이 위험한 행위를 감소시켜줄 수 있다. 청년층의 상당한 소수가 HIV/AIDS에 대해 인지하고 있음에도 불구하고 그들이 HIV에 감염될 것이라는 위험을 과소평가한 채로 위험한 행위에 계속해서 가담하고 있다.

### 노출 전 예방
HIV-감염자들의 항레트로바이러스제를 통한 조기 치료는 파트너들의 96%를 감염으로부터 보호해 주었다. 엠트리시타빈과 테노포비르 병용 또는 테노포비르 단독 요법을 통한 노출 전 예방은 남성과 성관계를 하는 남성, 한 쪽이 HIV 양성인 커플, 그리고 아프리카의 젊은 이성애자를 포함한 여러 그룹에서 효과를 보였다.
의료 환경에서의 보편적 감염 예방 대책(universal precautions)은 HIV의 위험을 감소시키는 데에 효과적이라고 알려져 있다. 정맥용 약물의 사용은 중요한 위험 요소이며, 바늘-교환 프로그램(needle-exchange programmes)과 아편 대체 치료(opioid substitution therapy)가 위험을 감소시키는 데에 효과적인 것으로 나타났다.
바늘-교환 프로그램(또는 주사기 교환 프로그램)은 주사 약물 사용자들(IDUs)과 그보다 더 넓은 집단에서 HIV를 예방하는 데 효과적이다. 약국에서의 주사기 판매와 의사의 주사기 처방 또한 HIV의 위험을 감소시키는 것으로 나타났다. 감독된 주사 시설도 가장 위험에 노출되어 있는 사람들에서의 HIV 위험을 조절해준다고 알려져 있다. 미국과 전세계 여러 나라에서 다수의 법적 및 태도의 장벽 때문에 이러한 "위험 감소" 프로그램들의 규모와 범위가 제한되고 있다.
미국 질병통제예방센터(Centers for Disease Control and Prevention)는 태국의 공중보건부처(Thailand Ministry of Public Health)와 함께 불법적인 주사용 약물을 사용하는 사람들에게 항레트로바이러스 약물인 테노포비르를 예방 목적으로 제공하는 것의 효과를 확인하기 위해 연구를 시행했다. 연구 결과, 약물을 공급받은 시험 그룹에서 위약 그룹에 비해 바이러스의 발생이 48.9% 감소되었음이 밝혀졌다. 해당 연구의 총괄 책임자는 《란셋》 의학 저널에서 이렇게 말했다: "우리는 이제 성적 감염이나 주사용 약물 사용에 의한 감염의 위험이 높은 사람들에게서 노출전 예방이 HIV 예방에 대한 잠재적으로 중대한 옵션이라는 것을 이제 알게 되었다."

## 의료 종사자의 예방
의료 종사자가 HIV 감염자를 진료하거나, 감염자로부터 획득한 검체를 다루는 과정에서 HIV에 감염될 가능성은 낮으나, 실제 사례가 존재함에 따라 예방을 위한 각별한 주의가 요구된다. 미국 질병관리센터(CDC)에서는 혈액으로 전파될 수 있는 HIV 및 B형 바이러스로부터 의료종사자를 보호하기 위하여 다음과 같은 보편적 예방법을 제정하였다.
1. 모든 환자로부터 나온 혈액, 혈액추출물, 체액 등은 HIV, B형 또는 C형 간염바이러스 등과 같이 혈액으로 전파될 수 있는 병원체를 갖고 있는 것으로 간주하여 조심성 있게 취급하여야 한다. 이러한 환자들의 검체에 미리 표시를 하여 주의를 환기시킬 수 있으나, 표시가 되지 않은 검체에 대하여는 조심하지 않아 취급을 소홀히 하기 쉬우므로 모든 환자의 검체에 대하여 조심하여야 한다.
2. 환자를 만지기 전 후, 장갑을 벗은 후나, 환자의 혈액 또는 체액에 의하여 손이 오염되었을 때에는 즉시 손을 씻어야 한다.
3. 환자의 혈액이나 체액이 손에 묻을 가능성이 예상되는 처치를 할 때에는 반드시 보호 장갑을 미리 착용하여야 한다.
4. 환자의 혈액, 체액 등이 튀거나 비말화 될 가능성이 많은 경우에는 보호 가운, 보호용 안경(goggle) 및 마스크를 착용하여야 한다.
5. 예리한 물체를 다룰 때에는 상처를 입지 않기 위하여 특히 조심하여야 하며, 이를 폐기할 때에는 튼튼한 용기에 버려, 다른 사람이 상처를 받지 않게 하여야 한다.
6. 주사바늘을 구부리거나, 꺾거나, 다시 마개를 끼우는 등의 조작을 전혀 하지 말고, 사용 후에는 반드시 주사바늘통에 넣어야 한다.
7. 혈액, 체액 등을 쏟았을 경우에는 우선 장갑을 끼고, 일회용 수건으로 닦아 내고, 비눗물로 씻어 낸 후 가정에서 사용하는 염소계 소독제를 1:10으로 희석하여 소독하여야 한다.
8. 오염된 기구는 열을 이용하여 소독하며, 열을 가할 수 없는 기구는 결핵균을 죽일 수 있는 정도의 소독으로 충분하다.
9. 환자의 위생상태가 나빠 환자의 혈액 또는 체액으로 주변이 오염될 위험이 있거나, 또는 결핵, 대상포진 등 타인에게 전파를 잘 일으키는 기회감염이 있는 경우를 제외하고는 반드시 독방에 격리할 필요가 없다.
10. 응급소생술이 예상되는 환자의 곁에는 기관 삽이 튜브, Ambu bag이나 마우스피스를 준비하여 급한 상황에서 입으로 응급소생술을 하지 말아야 한다.
11. 피부염이나 상처가 있는 병원종사자는 환자와 직접적인 접촉을 하지 못하게 하고, 환자의 검체도 취급하지 못하게 하여야 한다.[51]

## 같이 보기
- 글로벌 이슈
- 세계 에이즈의 날